# Eotitanosuchidae
Los eotitanosúquidos (Eotitanosuchidae) son una familia de terápsidos biarmosuquios que existieron durante el Pérmico en lo que ahora es Rusia.